# 青柳美帆子
青柳 美帆子（あおやぎ みほこ、1990年7月15日 - ）は、日本のライター、ジャーナリスト、編集者。

## 経歴
ワセダミステリクラブ出身。大学院を修了後、2016年4月にITmediaに入社し、ねとらぼGirlSideの編集長を務めた。スマートニュースに転属し、その後フリー。
CINRA、Febri、ナタリー、じんぶん堂、
週刊プレイボーイでインタビュアーを務め、ダ・ヴィンチで書評を執筆している。第25回文化庁メディア芸術祭アニメーション部門の選考委員を務めた。

## 見解
近藤聡乃を高く評価している。ファイナンシャル・プランニング技能士の取得を推奨している。
ティーンズラブや成人向け漫画などのアダルト作品にも通じており、『SPA!』のこのエロ漫画がすごい!大賞では審査員の一人となり、いだ天ふにすけの『優しくしたら好きになってくれる?笑』をMVPに挙げた。

## 著作
- 「オタク女子たちが「自重」してきたもの――ネットマナー、半生、夢小説」『ユリイカ2020年9月号 特集＝女オタクの現在』、青土社、2020年8月27日、ISBN 978-4-7917-0390-6。
- 『アダルトメディア年鑑2024』イースト・プレス、2023年12月26日。ISBN 978-4-7816-2264-4。